# Dietmar Wischmeyer

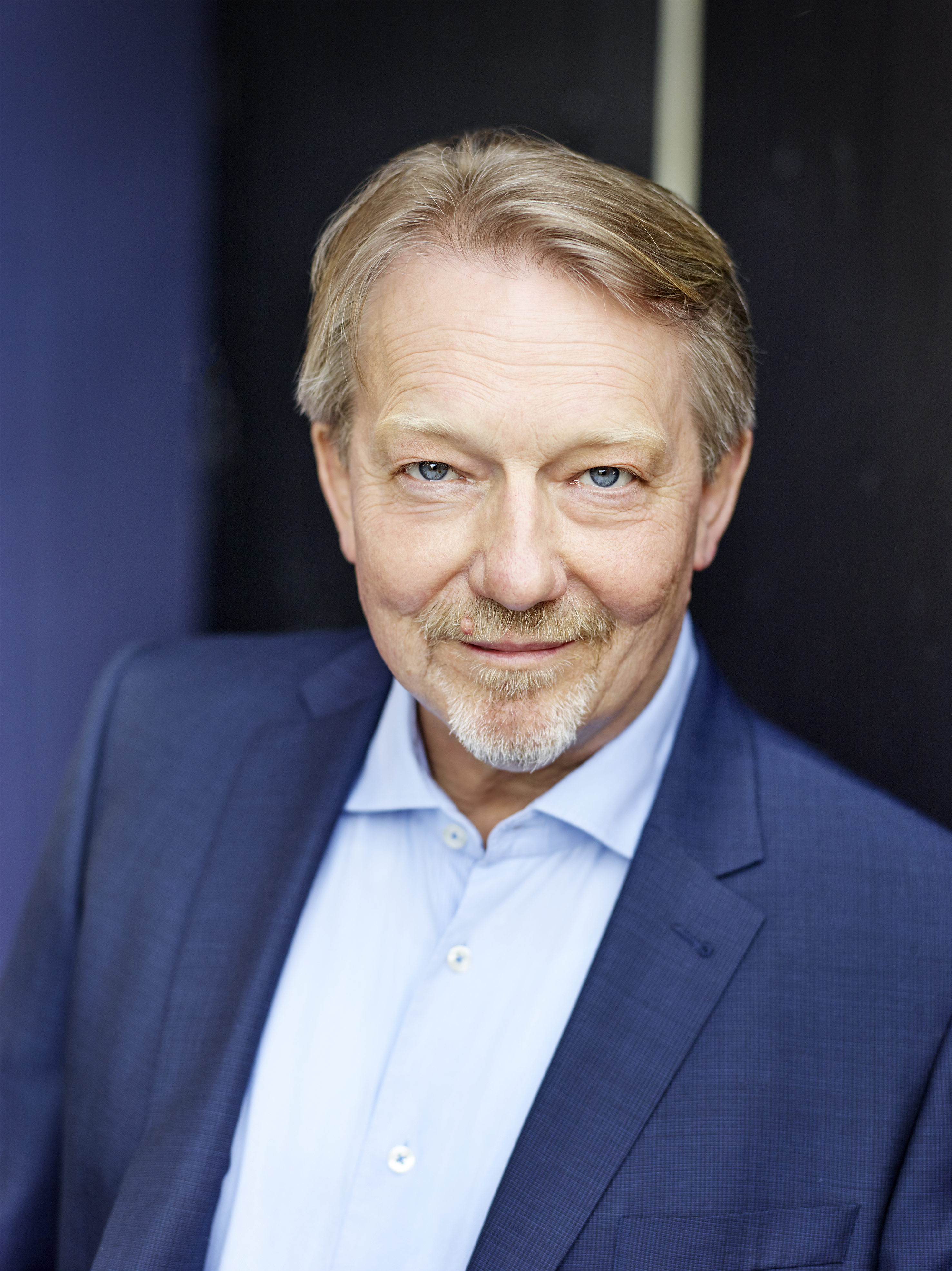
Dietmar Wischmeyer (2017)

Dietmar Friedrich Heinrich Wischmeyer (* 5. März 1957 in Oberholsten/Wiehengebirge) ist ein deutscher Autor, Kolumnist und Satiriker.

## Leben
Dietmar Wischmeyer wuchs mit einem jüngeren Bruder in Oberholsten am Wiehengebirge (heute zu Melle-Oldendorf) im Landkreis Osnabrück auf, wo seine Eltern eine Tischlerei, eine Poststelle und zwecks Selbstversorgung etwas Landwirtschaft betrieben. Sein Großvater war 37 Jahre lang Bürgermeister des Ortes. Als Kind sprach Wischmeyer fast ausschließlich Plattdeutsch und lernte erst in der Schule Hochdeutsch.
Wischmeyer besuchte in seinem Heimatort die Zwergschule. Nach dem Abitur (mathematisch-naturwissenschaftlicher Zweig) am Gymnasium in Melle 1975 und seinem Wehrdienst bei der Luftwaffe begann Wischmeyer 1976 das Studium der Philosophie und Literaturwissenschaften an der Universität Bielefeld mit den Schwerpunkten Philosophie der Wissenschaften, Erkenntnistheorie und Literatur der klassischen Moderne. Das Studium schloss er 1984 mit einer Examensarbeit über die historischen Beziehungen zwischen Literatur und Wissenschaft ab. Wischmeyer ist mit der Historikerin Nadja Wischmeyer (geb. Al-Mazraawi) verheiratet und lebt im Landkreis Schaumburg.

## Wirken

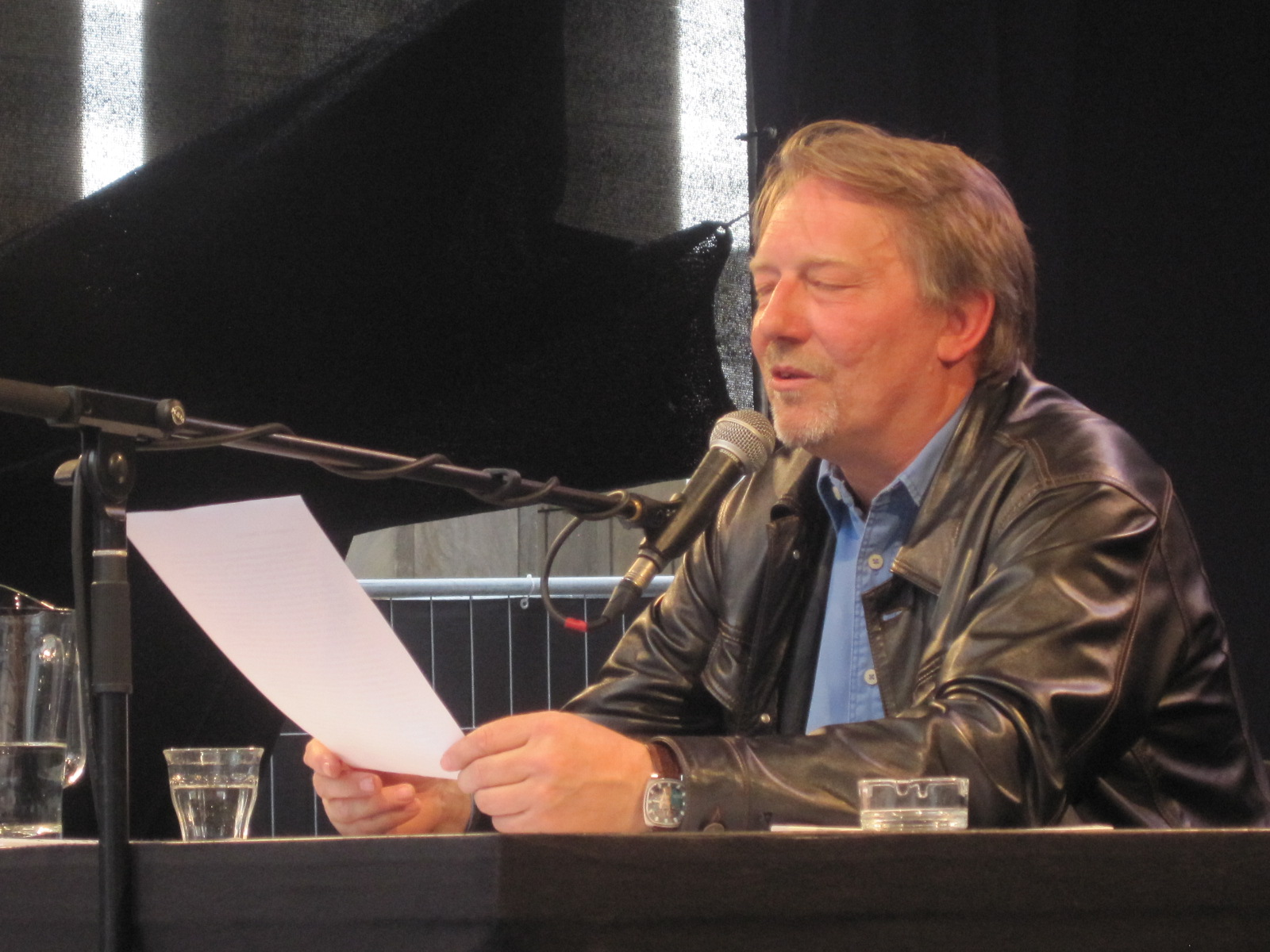
Dietmar Wischmeyer, Museumsuferfest 2012

Nach dem Studium folgten zunächst Tätigkeiten für verschiedene Verlage (unter anderem acht Bücher über deutsche Familiennamen) sowie Lehrvertretungen an der Universität Bielefeld.
Ab März 1988 arbeitete Wischmeyer als freier Mitarbeiter für den im Jahr zuvor gegründeten privaten Radiosender Radio ffn in Isernhagen bei Hannover. Erste Arbeit war die Comedyserie Der kleine Tierfreund im Frühstyxradio. Im Juli 1988 entwickelte Wischmeyer zusammen mit Andreas Liebold, Asso Richter und Sabine Bulthaup das Gesamtkonzept Comedy des Senders.
Im November desselben Jahres begann die wöchentliche dreistündige Sendung Das Frühstyxradio, für die Wischmeyer einen Großteil der Beiträge lieferte. In seiner Zeit bei radio ffn entwickelte Wischmeyer – allein und mit Co-Autoren – viele der Comedy-Formate des Senders, darunter Günther der Treckerfahrer, Willi Deutschmann, Frieda und Anneliese, Die Arschkrampen, Die drei Musketiere, Fahrgemeinschaft, Kassowarth von Sondermühlen, Mike und Wischmeyers Logbuch. Wichtige Co-Autoren und Sprecher der Serien waren Andreas Liebold, Klaus-Dieter Richter, Sabine Bulthaup, Oliver Kalkofe und Oliver Welke. Zwischen 1990 und 1996 war Wischmeyer Leiter der „Comedy-Abteilung“ von radio ffn; es folgten in den Jahren 1992 und 1993 regelmäßige Fernsehauftritte in der Fernsehsendung Up’n Swutsch (Radio Bremen) sowie Bühnenproduktionen mit den Radiokollegen von ffn (u. a. Das Grauen) als auch Soloprogramme (Der Kleine Tierfreund).

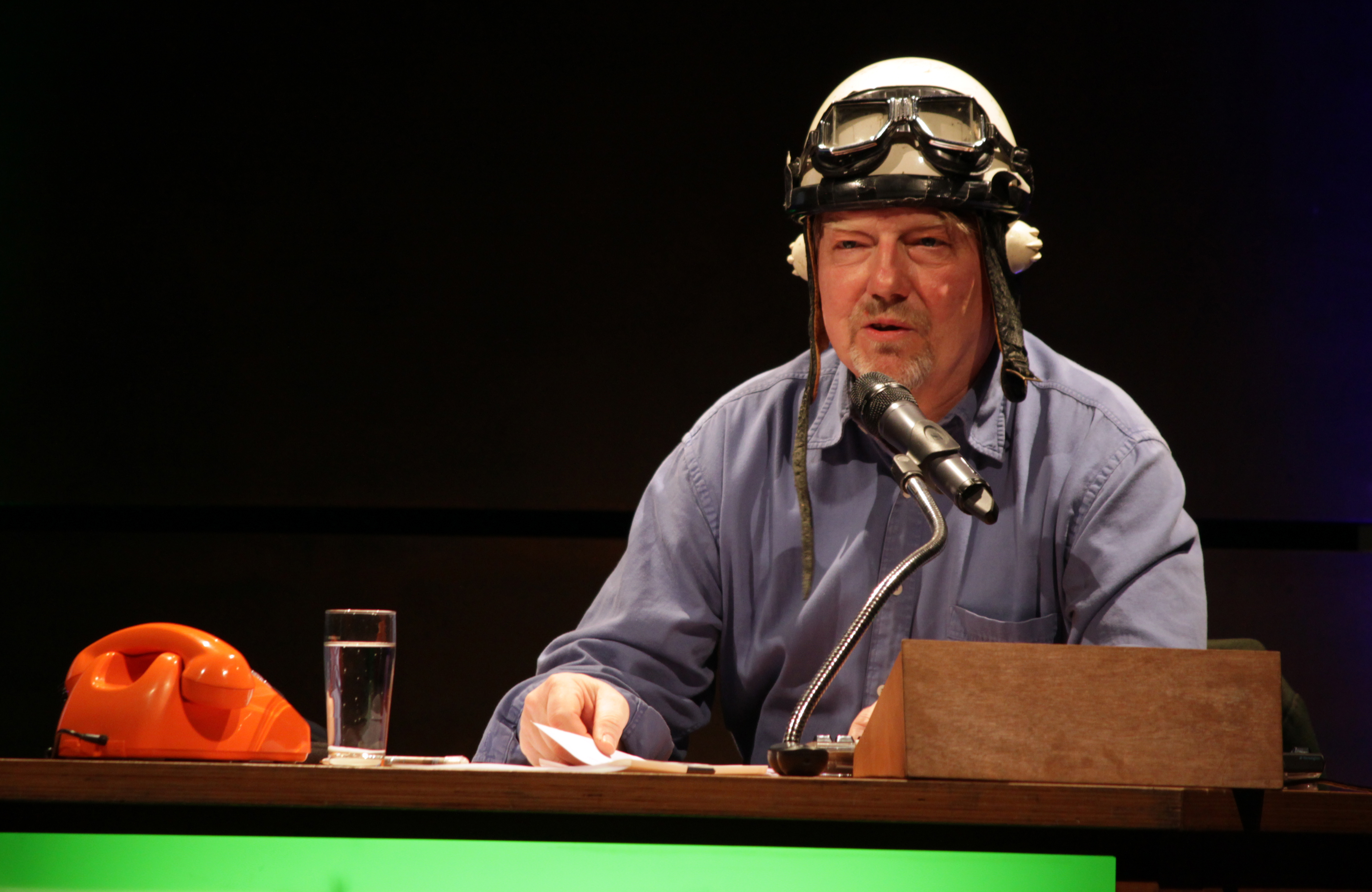
Dietmar Wischmeyer, „Deutsche Helden“, AudiMax der Fachhochschule Brandenburg an der Havel (13. April 2013)

Verschiedene Formate Wischmeyers wurden und werden auch von anderen privaten und öffentlich-rechtlichen Rundfunkanstalten übernommen (u. a. Rias 2, Fritz, WDR 2, WDR 5). Zudem geht Wischmeyer, allein oder mit dem Comedy-Ensemble des Frühstyxradio, regelmäßig auf Tourneen und Lesereisen – anfangs im nordwestdeutschen Raum, später auch bundesweit. Mit steigender Popularität der Radiobeiträge erfolgte die Veröffentlichung von Büchern (ca. 20) und Tonträgern (ca. 50). 2003 hatte das Theaterstück Frieda sei mit euch Premiere; es folgten später zwei weitere Stücke (Das braune Gold von Plattengülle und Das letzte Hemd). Mit seinen Dietmar-Wischmeyers-Schwarzbuch-Radiokolumnen, in denen er die Absurditäten des Alltags satirisch aufs Korn nimmt und ein überspitzt misanthropisches Menschenbild vertritt, ist Wischmeyer regelmäßig im Programm des RBB-Senders Radio Eins zu hören.
Bei radio ffn ist Wischmeyer weiterhin mit diversen Serien (u. a. Günther der Treckerfahrer, Der kleine Tierfreund) im Programm vertreten.
Dietmar Wischmeyer, der sich selbst als Humorfacharbeiter bezeichnet, lebt im niedersächsischen Ort Niedernwöhren (Landkreis Schaumburg).
In der ZDF-Satiresendung heute-show präsentiert er seit 2012 History ohne Prof. Dr. Guido Knopp oder  Wischmeyers Logbuch der Bekloppten und Bescheuerten.  Für den heute-show-Online-Auftritt kommentiert er mit Wischmeyer Tapes aktuelle und zeitgeschichtliche Ereignisse.
Seit Januar 2019 tritt er gemeinsam mit der Unternehmerin Tina Voß in der Sendung Wischmeyers Stundenhotel auf Bremen Zwei auf, in der Alltagsthemen und Alltagsphilosophisches satirisch behandelt werden.

## Werke (Auswahl)

### Bücher
- mit Klaus-Dieter Richter: Die drei Musketiere. Fackelträger, Hannover 1989, ISBN 978-3-7716-1503-1.
- Günther, der Treckerfahrer: Volltreffer aus der Güllespritze. Zinnober-Verlag, Hamburg 1991, ISBN 978-3-89315-031-1.
- Der Kleine Tierfreund: Ein Mann im Taumel von Wollust und Verbrechen. Fackelträger, Hannover 1991, ISBN 978-3-7716-1546-8.
- Der Kleine Tierfreund: Die Rückkehr des kleinen Tierfreunds. Fackelträger, Hannover 1993, ISBN 978-3-7716-1559-8.
- Dietmar Wischmeyers Logbuch: Eine Reise durch das Land der Bekloppten und Bescheuerten. Ullstein, München 1997, ISBN 978-3-548-36203-8.
- Das große Buch vom Kleinen Tierfreund. Lappan, Oldenburg 1998, ISBN 978-3-89082-813-8.
- Dietmar Wischmeyers Logbuch: Zweite Reise durch das Land der Bekloppten und Bescheuerten. Ullstein, München 1999, ISBN 978-3-548-36210-6.
- Das Zeitalter des Wasserhahns: Kassowarth von Sondermühlens Gedanken zur Wendezeit. Ullstein, Berlin 1999, ISBN 978-3-548-36215-1.
- Von Gülle nach Geranien: Ansichten eines deutschen Treckerfahrers. Lappan, Oldenburg 2000, ISBN 978-3-89082-971-5.
- Dietmar Wischmeyers Logbuch: Das Paradies der Bekloppten und Bescheuerten. Ullstein, München 2000, ISBN 978-3-548-36219-9.
- Verchromte Lüste: Das Buch über Motorradfahrer und ihre Maschinen. Lappan, Oldenburg 2002, ISBN 978-3-8303-3033-2.
- Dietmar Wischmeyers Logbuch: Das Schwarzbuch der Bekloppten und Bescheuerten. Ullstein, München 2002, ISBN 978-3-548-36350-9.
- Frieda & Anneliese: Geschichten vom Lande. Lappan, Oldenburg 2003, ISBN 978-3-8303-3081-3.
- Deutschbuch: Die Bekloppten. Lappan, Oldenburg 2005, ISBN 978-3-8303-3112-4.
- Der kleine Tierfreund: Das große Bilderlexikon. Lappan, Oldenburg 2006, ISBN 978-3-8303-3137-7.
- Die bekloppte Republik. Lappan, Oldenburg 2007, ISBN 978-3-8303-3170-4.
- Frieda & Anneliese: Die halbe Wahrheit. Lappan, Oldenburg 2008, ISBN 978-3-8303-3194-0.
- Alle doof bis auf ich! Lappan, Oldenburg 2009, ISBN 978-3-8303-3238-1.
- Deutsche sehen Dich an: Reise zu den Quellen des Irrsinns. Ullstein, Berlin 2011, ISBN 978-3-548-37390-4.
- mit Oliver Welke: Frank Bsirske macht Urlaub auf Krk: Deutsche Helden privat. Rowohlt, Berlin 2013, ISBN 978-3-87134-752-8.
- Ihr müsst bleiben, ich darf gehen. Ullstein Extra, Berlin 2013, ISBN 978-3-86493-015-7.
- Achtung Artgenosse. Ullstein Extra, Berlin 2015, ISBN 978-3-86493-037-9.
- Den Klaren sieht die Leber nicht. Lappan, Oldenburg 2016, ISBN 978-3-8303-3421-7.
- Vorspeisen zum Jüngsten Gericht: Ein Nachruf auf unsere fetten Jahre. Rowohlt 2017, ISBN 978-3-644-12231-4.
- Günther – Aufgewachsen unter Niedersachsen. Frühstyxradio 2020, ISBN 978-3-9822544-0-1.
- Begrabt meinen rechten Fuß auf der linken Spur. Rowohlt 2021, ISBN 978-3-7371-0129-5.
- Als Mutti unser Kanzler war. Rowohlt 2022, ISBN 978-3-7371-0147-9.
- mit Horst Evers, Cordula Stratmann: Und sie bewegt sich doch!: Bahngeschichten. Rowohlt 2023, ISBN 978-3-7371-0172-1.
- Immer is was, nie is nix – Geschichten aus dem deutschen Alltag. Rowohlt 2023, ISBN 978-3-7371-0196-7.
- Begrabt meinen rechten Fuß auf der linken Spur. Roman. Rowohlt, Hamburg 2023, ISBN 978-3-499-00709-5.
- Vergeigt, verkackt, versemmelt. Erinnerungen an die Gegenwart. Rowohlt Berlin, Berlin 2025, ISBN 978-3-7371-0230-8.

### Hörbücher / CDs
- Der kleine Tierfreund: Im Taumel der Wollust, 1991
- Der kleine Tierfreund, Unsere äußerst flachen Freunde, 1992
- Frieda & Anneliese, Ein Sittenbild vom Lande, 1992
- Arschkrampen, Soo siehddas aus!, 1992
- Dietmar Wischmeyer / Tommi Stumpff – Brettermeier Die Pottsau – Arschkrampen-Tekkno, 1992
- Günther, der Treckerfahrer, Die Erste, 1992
- Günther, der Treckerfahrer, Munter bleiben – Heute ist Weltuntergang!, 1992
- Frühstyxradio, Die großen Erfolge aus 750 Jahren, 1993
- Der kleine Tierfreund, Feuchtgebiete schauen Dich an!, 1993
- Arschkrampen, Aggi Aggi, 1993
- Arschkrampen, Ekelerregend, 1993
- Die Arschkrampen, Is mir schlecht (Feldausgabe), 1993
- Frieda & Anneliese Wechseljahre im Wiehengebirge, 1993
- Dietmar Wischmeyer, Verchromte Eier – Motorradfahrer und ihre Maschinen, 1994
- Frühstyxradio, Der schönste Weihnachtskalender der Welt, 1994
- Dietmar Wischmeyer, Hömma Spozzfreund, 1995
- Frühstyxradio, Die Dröhnung, 1996
- Arschkrampen, Zicken und Würmer, Teil 1, 1996
- Frieda & Anneliese, Wir sind die Niedersachsen, 1996
- Frieda & Anneliese, Nieda und die Sachsen (Maxi-CD), 1996
- Arschkrampen, Zicken und Würmer, Teil 2, 1996
- Fahrgemeinschaft, Volume 1, 1997
- Dietmar Wischmeyer/Sabine Bulthaup, Schröder, 1997
- Frühstyxradio, Comedy Volume 1, 1998
- Willi Deutschmann, Obi et Orbi, 1998
- Dietmar Wischmeyers Logbuch, Eine Reise durch das Land der Bekloppten und Bescheuerten, 1998
- Der kleine Tierfreund, Es riecht nach Löwe, Buana!, 1998
- Fahrgemeinschaft, The last Volume, 1999
- Dietmar Wischmeyers Logbuch, Das Paradies der Bekloppten und Bescheuerten, 2001
- Dietmar Wischmeyer, Verchromte Eier 2, 2001
- Arschkrampen, Is mir schlecht – The drecks Generation, 2002
- Dietmar Wischmeyer, Die Bekloppten und Bescheuerten – Eine Lesung aus dem deutschen Alltag, 2003
- Frieda & Anneliese, Frieda sei mit Euch – aber auch Anneliese, 2003
- Frühstyxradio, Am Anfang war das Ei – 1500 Jahre Frühstyxradio, 2004
- Dietmar Wischmeyer, Deutschbuch – Die Bekloppten & Die Bescheuerten, 2005
- Arschkrampen, Satanziege!, 2005
- Der Kleine Tierfreund, Die letzte Stunde des Sauriers, 2005
- Frieda & Anneliese, Daher pfeift der Hase, 2006
- Günther, der Treckerfahrer, Trecker – Typen – Tränenbleche, 2007
- Frieda & Anneliese, Das Braune Gold von Plattengülle, 2008
- Wischmeyers Logbuch, Die bekloppte Republik, 2009
- Willi Deutschmann, Der fättä Brockänn, 2009
- Günther, der Treckerfahrer, Landleben, 2010
- Arschkrampen, Testament, 2010
- Arschkrampen, Sooo saahddas aus!, 2010
- Dietmar Wischmeyer, Deutsche sehen Dich an, 2011
- Dietmar Wischmeyer, Deutsche Helden, 2013
- Günther der Treckerfahrer, Moin, 2014
- Dietmar Wischmeyer, Achtung Artgenosse 2015
- Arschkrampen, Bei Gertrud, 2016
- Der Kleine Tierfreund, 25 Jahre im Taumel der Wollust (Doppel Vinyl), 2016
- Dietmar Wischmeyer, Vorspeise zum Jüngsten Gericht, 2017
- Dietmar Wischmeyer, Günther, der Treckerfahrer – Kopp in`Nacken, 2018
- Dietmar Wischmeyer: Begrabt meinen rechten Fuß auf der linken Spur, WortArt 2021, ISBN 978-3-8371-5835-9
- Dietmar Wischmeyer, Verchromte Eier – Final Edition, 2021, ISBN 978-3-9822544-1-8

### DVDs
- Frieda & Anneliese, Frieda sei mit Euch – aber auch Anneliese, 2007
- Frühstyxradio, 2000 Jahre – Die Videowerkschau, 2008
- Frieda & Anneliese, Das braune Gold von Plattengülle, 2009
- Frieda & Anneliese, Das letzte Hemd, 2011
- Dietmar Wischmeyer, Deutsche Helden live, 2014
- Die Arschkrampen, War mir schlecht live, 2016

## Auszeichnungen
- 1992 L&M Comedy Award für innovative deutsche Comedy
- 1992 Goldenes Kabel für das Radiohörspiel „Munter bleiben!“
- 1995 Goldenes Kabel für die Wahlsondersendung des Frühstyxradios
- 1997 Niedersächsischer Hörfunkpreis für „Frieda & Anneliese“
- 1999 Niedersächsischer Hörfunkpreis für „Günther-Nachrichten“
- 2003 Ehrenmitgliedschaft im Verein Deutsche Sprache[10]
- 2009 Niedersächsischer Hörfunkpreis für das „Frühstyxradio“
- 2014 Deutscher Radiopreis für Günther, der Treckerfahrer (radio ffn) in der Kategorie Beste Comedy.
- 2023 CERES AWARD 2023: Sonderpreis für Günther den Treckerfahrer für sein Lebenswerk[11]

## Weitere Auszeichnungen
- 2004 Deutscher Comedypreis als Autor der TV-Show „Olm“
- 2011 Deutscher Comedypreis als Autor der „heute-show“
- 2012 Hanns-Joachim-Friedrichs-Preis als Mitglied der Redaktion der „heute-show“
- 2012 Deutscher Comedypreis für die „heute-show“ in der Kategorie Beste Comedy-Show
- 2014 Deutscher Fernsehpreis für die „heute-show“ in der Kategorie Beste Comedy
- 2014 Bambi für die „heute-show“ in der Kategorie Comedy
- 2017 Deutscher Comedypreis für die „heute-show“ in der Kategorie Beste Comedy-Show
- 2020 Deutscher Fernsehpreis für die „heute-show“ in der Kategorie Beste Comedy